# Grljan
Grljan (cyr. Грљан) – wieś w Serbii, w okręgu zajeczarskim, w mieście Zaječar. W 2011 roku liczyła 2379 mieszkańców.